# Dragon
A Dragon egy egyárbócos, tőkesúlyos, háromszemélyes vitorláshajó. Johan Anker  (N) tervezte, 1929-ben. 1948-1972 között olimpiai versenyosztály volt.
A változékony időjárású skandináv vizekre tervezett, elegáns, klasszikus formájú hajó a mai napig igen népszerű. Kiválóan cirkál, stabil, biztonságos. Főleg erősebb szelekben képes jó teljesítményre. Annak ellenére, hogy 1972 óta már nem olimpiai osztály, 26 országban közel 1700 egység versenyez.
Eredetileg fa építésű konstrukció volt, két fekvőhellyel, így túrázásra is alkalmas volt. Kiváló menettulajdonságai és kezelhetősége miatt azonban elsősorban mint versenyhajó terjedt el. Az olimpiákról történő kikerülését követő évben, 1973-ban a legendás Dragon versenyző, a dán Borge Borresen megépítette az első üvegszál-műanyag testet. Napjainkban zömmel műanyag hajókkal versenyeznek. Neves  gyártók (Borresen, Petticrow) műhelyeiből kerülnek ki az élvonalbeli hajók.
Magyarországon is kedvelt típus, az osztályszövetség jelenleg 25 aktív hajót tart számon. Magyarországon az első példány 1955-ben került vízre. A versenyző hajókon kívül több szép régi fahajót találni a Balatonon, amit tulajdonosaik túrázásra, örömvitorlázásra használnak.